# Terry Fox
Terrance Stanley «Terry» Fox (28 de juliol de 1958 – 28 de juny de 1981) va ser un esportista i activista canadenc en pro de la recerca contra el càncer.
Durant la secundària i la universitat va ser jugador de bàsquet. Amb només divuit anys va perdre la cama dreta: li van diagnosticar un osteosarcoma (un tipus de càncer d'ossos) i va caldre amputar-la-hi; Malgrat això no va abandonar la pràctica esportiva: va seguir corrent amb una cama ortopèdica i va continuar jugant al bàsquet, encara que en cadira de rodes —en aquesta disciplina va guanyar tres campionats nacionals. A la fi de 1979 va començar a preparar una carrera que va denominar Marató de l'Esperança amb la qual volia travessar el territori canadenc d'extrem a extrem per recaptar diners per a la recerca contra el Càncer. El seu objectiu era obtenir almenys un dòlar canadenc per cadascun dels vint-i-quatre milions d'habitants del seu país. A l'abril de l'any següent va començar la seva carrera, sense aixecar cap expectació, a Sant Joan de Terranova, a l'extrem oriental del país, i a partir d'aquí va córrer diàriament la distància equivalent a una marató completa, uns quaranta-dos quilòmetres. Tenia previst acabar la seva empresa a Victòria (Columbia Britànica), al setembre, la qual cosa hagués suposat un recorregut d'uns 8000 km. Per quan va arribar a Ontario s'havia convertit en una estrella en tot Canadà i apareixia en actes públics juntament amb empresaris, atletes i polítics per recaptar fons. No obstant això, a causa de l'extensió del càncer als seus pulmons, va haver de posar fi a la Marató de l'Esperança als afores de Thunder Bay, a la zona occidental d'Ontario, després d'un periple de 143 dies en els quals va recórrer 5373 quilòmetres (3339 milles). Les seves esperances de poder vèncer la malaltia i completar la carrera es van truncar quan va morir nou mesos més tard, sense haver arribat a complir vint-i-tres anys.
La seva gesta va atreure l'atenció mundial i li va donar la consideració d'heroi nacional a Canadà. Va obtenir en vida nombrosos reconeixements: va ser la persona més jove a ingressar, amb el rang més elevat (el de companion), en l'Ordre del Canadà; va guanyar l'any 1980 el premi Lou Marsh a l'atleta canadenc més destacat i també se li va distingir com el «Canadian Newsmaker of the Year» —la personalitat amb major influència en l'actualitat canadenca durant l'any en curs— tant l'any 1980 com el 1981. Després de la seva mort, es va donar el seu nom a diversos edificis, parcs, i carreteres en tot el país. Va deixar també un llegat durador, del que destaca la carrera Terry Fox, celebrada anualment des de 1981 en més de seixanta països i en la qual participen milions de persones. Es tracta de la major carrera d'un dia destinada a la recaptació de fons per a la recerca contra el càncer a tot el món, i fins a l'any 2012 havia recaptat 600 milions de dòlars canadencs.

## Primers anys
Terry Fox va néixer el 28 de juliol de 1958 a Winnipeg, capital de Manitoba, a l'oest de la regió de les Praderies canadenques. Els seus pares van ser Rolland «Rolly» Fox, guardaagulles del Canadian National Railway, i Betty Fox, mestressa de casa durant la infància dels seus fills (posteriorment va trobar treball com a dependenta en una papereria). Terry va ser el segon de quatre germans: Fred —el major—, Darrell i Judith, l'única dona. L'any 1966, cansats dels durs hiverns de les prades, la seva família es va mudar a Surrey, una localitat de l'àrea metropolitana de Vancouver (Columbia Britànica), i dos anys després es van assentar en la propera localitat de Port Coquitlam, en la riba oposada del riu Fraser. Els seus pares estaven lliurats a la seva família, especialment la seva mare, que era especialment protectora amb els seus fills. Gràcies a ella, Terry va desenvolupar una tenaç dedicació a qualsevol tasca que emprengués. Segons declaracions del seu pare, Terry era extremadament competitiu i odiava tant perdre que perseverava fins a tenir èxit en qualsevol activitat en la qual no hagués obtingut inicialment el resultat esperat.
De nen, va esser un atleta entusiasta; jugava al futbol, rugbi i beisbol. No obstant això, la seva passió era el bàsquet. Quan estava en vuitè grau, encara que només mesurava metre i mig d'altura i no era un bon jugador, va voler formar el seu propi equip escolar. No obstant això, el seu mestre d'educació física i entrenador de bàsquet a la Mary Hill Junior High School va considerar que Fox podia exercir-se millor com a corredor de fons, per la qual cosa el va animar perquè s'inscrivís en Atletisme. Encara que el jove no estava interessat en les carreres de camp a través, va acceptar fer-ho, ja que respectava i volia complaure al seu entrenador. Estava obstinat a jugar a bàsquet fins i tot després que al vuitè grau va ser l'últim suplent del seu equip —amb prou feines va jugar un minut en tota la temporada—, el que va fer que es va dedicar el següent estiu a entrenar per millorar el seu joc. En el novè grau va aconseguir convertir-se en jugador regular de l'equip, per passar a ser integrant del quintet titular durant el grau següent. En el dotzè grau, juntament amb el seu millor amic Doug Alward, va rebre el premi de «atleta de l'any» de la seva escola secundària.
Acabat l'ensenyament secundari, Fox no tenia clar si volia anar a la universitat. Va ser la seva mare la que el va persuadir que es matriculés a la Universitat Simon Fraser, una universitat pública situada a l'àrea metropolitana de Vancouver, on va estudiar cinesiologia per després poder convertir-se en professor d'educació física. Una vegada matriculat va fer una prova per formar part de l'equip universitari júnior de bàsquet i va sobresortir gràcies a la seva determinació, fins i tot enfront de jugadors amb més talent que ell.

## Manifestació de la seva malaltia

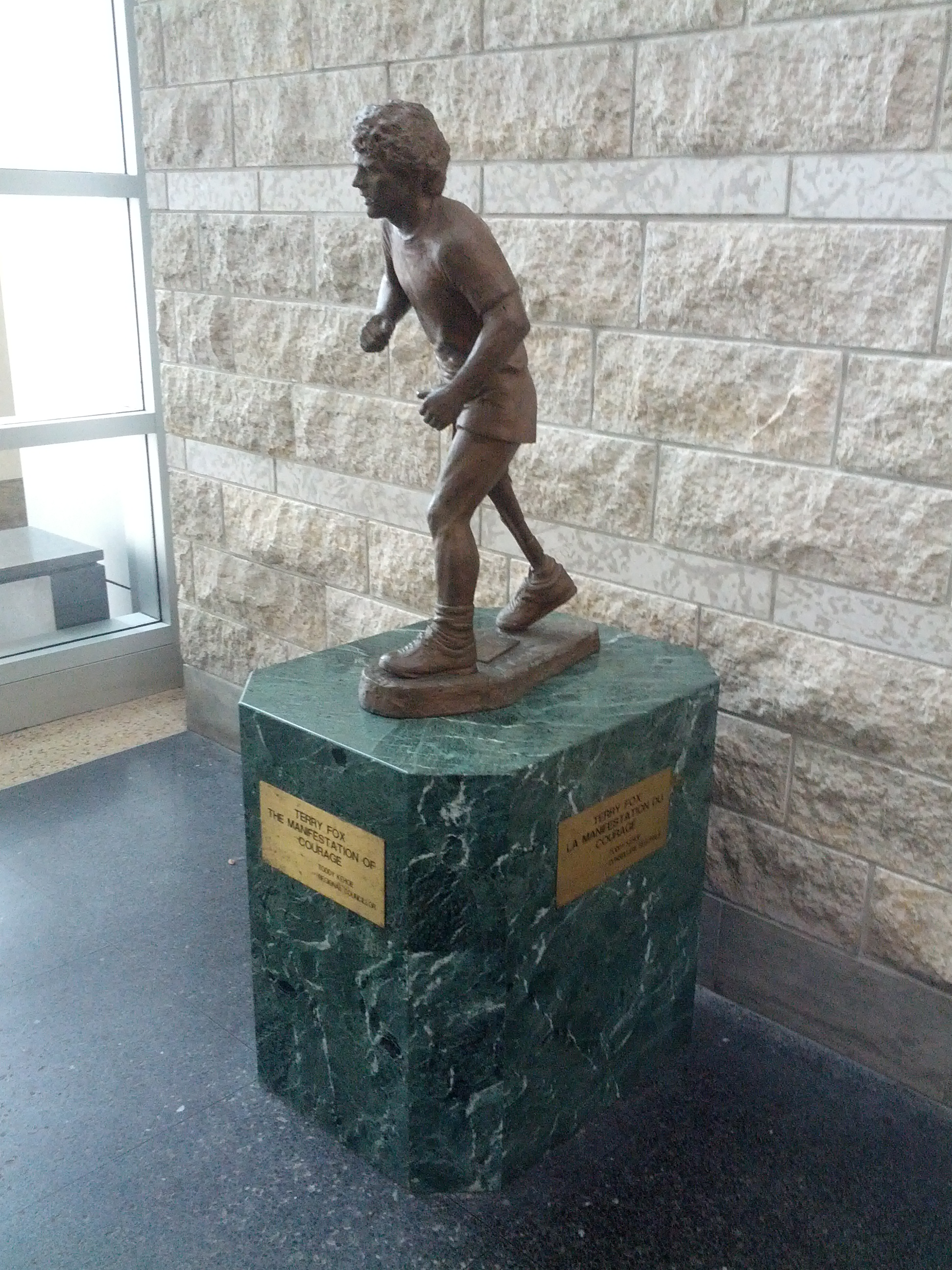
Estàtua de Terry Fox dins de la casa consistorial d'Ottawa.

El 12 de novembre de 1976, mentre conduïa de tornada a casa seva a Port Coquitlam, Fox es va distreure en mirar un pont en construcció i va xocar contra la part posterior d'una camioneta. Encara que el seu automòbil va quedar inservible, només va sofrir una ferida en el genoll dret. Al mes següent va tornar a sentir dolor, però no va voler parar esment a l'assumpte fins que no acabés la temporada de bàsquet. No obstant això, al març de l'any següent el dolor s'havia intensificat de tal forma que va acudir finalment al Royal Columbian Hospital —situat a New Westminster, al costat de Vancouver—, on li van diagnosticar osteosarcoma, una variant de càncer que sorgeix normalment prop dels genolls. Inicialment Fox va creure que l'accident havia afeblit el seu genoll, deixant-lo vulnerable al càncer, encara que els metges li van explicar que no hi havia tal relació. El tractament que li van prescriure era agressiu: per detenir l'avanç de la malaltia caldria amputar-li la cama quinze centímetres per sobre del genoll, i després sotmetre-li a un llarg tractament de quimioteràpia. L'equip mèdic li va explicar també que gràcies als avanços mèdics experimentats en els anys anteriors tenia una probabilitat de sobreviure del 50%. Quan Fox va saber que dos anys abans la taxa de supervivència era amb prou feines d'un 15%, va quedar impressionat. Aquest avanç li va convèncer de la importància de la recerca contra el càncer.
L'operació quirúrgica va tenir lloc el 9 de març. Amb ajuda d'una cama artificial provisional, Fox va poder caminar a les tres setmanes de l'amputació. Tres setmanes més tard va ser capaç fins i tot de jugar al pitch and putt amb el seu pare. Els metges estaven impressionats per l'actitud positiva del jove, i van coincidir que això havia contribuït a la seva ràpida recuperació. Després de l'operació es va sotmetre durant setze mesos a quimioteràpia a la British Columbia Cancer Control Agency de Vancouver, període que el propi Fox va descriure com a «difícil», ja que veia com altres pacients amb càncer sofrien i morien a causa de la malaltia. Quan va acabar el tractament, Fox tenia un nou objectiu en la seva vida. Sentia que li devia la seva vida als avanços mèdics i volia viure de manera que encoratgés als altres a ser valents.
A l'estiu de 1977 Rick Hansen, que treballava amb l'Associació d'Esports amb cadira de rodes del Canadà, el va convidar a incorporar-se al seu equip de Bàsquet amb cadira de rodes. Encara que per llavors se sotmetia encara a quimioteràpia, l'energia del jove va impressionar a Hansen. Menys de dos mesos després d'aprendre a jugar aquesta variant de bàsquet, Fox es va integrar en l'equip que participaria en el campionat nacional, que se celebrava aquest any a Edmonton. Fox guanyaria tres campionats nacionals amb el seu equip, i l'Associació de Bàsquet amb cadira de rodes d'Amèrica del Nord el va nomenar all-star l'any 1980.

## Marató de l'Esperança
La nit prèvia a la cirurgia, Fox va llegir un article sobre Dick Traum, el primer amputat a completar la Marató de Nova York, l'any 1976, que li havia portat el seu entrenador de bàsquet. El text el va motivar de tal forma que va començar un programa d'entrenament que duraria catorze mesos, dient-li a la seva família que ell mateix pensava competir en una marató. En realitat, Fox havia ideat un pla més ambiciós. Durant la seva experiència hospitalària, que es destines sin tan pocs diners a la recerca contra el càncer li va causat un profund malestar, per la qual cosa va planejar córrer al llarg de tot Canadà, amb l'esperança d'augmentar la consciència social sobre el càncer, un propòsit que solament havia compartit fins llavors amb el seu amic Douglas Alward. No es tractava, no obstant això, del primer intent de córrer de costa a costa per recaptar fons. El 1974, Mark Kent va creuar el país per aconseguir finançament per a l'equip canadenc que havia de participar en els Jocs Olímpics d'Estiu d'aquest any a Mont-real.
El seu protèsic li va construir una pròtesi utilitzant un pogo saltarí equipat amb un amortidor, però a Fox no li va agradar aquest nou dispositiu i van tornar a una cama protèsica més tradicional, encara que amb algunes modificacions per afrontar carreres de llarga distància (per exemple, es va reemplaçar una vàlvula metàl·lica per una altra d'acer inoxidable per impedir que s'oxidés amb la suor del corredor). Malgrat les modificacions, el resultat era inusual, ja que havia de saltar dues vegades sobre la seva cama esquerra —l'amputada era la dreta— per cada pas que donava amb la cama artificial, ja que aquesta necessitava un temps extra per tornar a la seva posició inicial després de cada pas —de fet, durant la marató, Fox es va enutjar ocasionalment quan es va qüestionar el seu estil de marxa. L'entrenament li resultava penós perquè la pressió addicional que exercia, tant en la seva cama esquerra com en el seu monyó, li provocava hematomes, butllofes i un dolor intens. També es va adonar que després d'aproximadament vint minuts de carrera traspassava el llindar del dolor i podia continuar la carrera més còmodament.
L'agost de 1979, acompanyat pel seu amic Doug, va competir en una marató a Prince George (Columbia Britànica). Va acabar en últim lloc, deu minuts per darrere del seu competidor més proper, però el seu esforç va merèixer els aplaudiments i llàgrimes dels altres participants. Després de la marató, li va revelar a la seva família el pla que havia mantingut en secret fins llavors. Al principi la seva mare va rebutjar el projecte, la qual cosa va enfurismar a Fox, encara que finalment li va mostrar el seu suport. Segons va relatar posteriorment: «[Terry] em va dir "vaig creure que series una de les primeres persones a creure en mi". I no ho vaig ser. Vaig ser la primera persona que el va decebre». Al principi, esperava recaptar un milió de dòlars canadencs, després deu milions i al final estava segur que aconseguiria l'equivalent a un dòlar per cadascun dels vint-i-quatre milions d'habitants del Canadà en aquesta època.

### Preparació
El 15 d'octubre de 1979, Fox va enviar una carta a la Societat Canadenca contra el Càncer en la qual anunciava el seu objectiu i sol·licitava finançament. Declarava que «conquistaria» la seva invalidesa. També va prometre que completaria la carrera, fins i tot encara que hagués de «arrossegar-se cadascuna de les milles». Per explicar la raó per la qual volia recaptar diners per a la recerca, va descriure la seva experiència personal en el tractament del càncer:
Fox no va prometre que gràcies als seus esforços es descobriria una cura per al càncer, però va concloure la seva carta amb el següent enunciat: «Necessitem la vostra ajuda. Les persones que es troben en les clíniques per al càncer a tot el món necessiten gent que cregui en els miracles. No sóc un somiador, i no dic que amb això promouré algun tipus de resposta o guariment definitius per al càncer. Però crec en els miracles. Haig de fer-ho». La Societat contra el Càncer es va mostrar escèptica amb el seu compromís, però va acceptar recolzar-ho una vegada que aconseguís patrocinadors, i li va demanar que obtingués un certificat mèdic d'un cardiòleg que confirmés que estava en les condicions físiques necessàries per poder intentar la carrera. Com a resultat de l'examen mèdic, li van diagnosticar hipertròfia ventricular esquerra —un engrandiment del ventricle esquerre del seu cor—, una malaltia associada comunament amb els atletes. Si bé els metges li van advertir dels riscos potencials als quals s'enfrontava, no van considerar que el seu estat fos un problema significatiu. Els metges van donar llum verda a la seva participació en la carrera una vegada que Fox va prometre que es detindria immediatament si començava a sentir qualsevol problema cardíac.
Fox va enviar cartes a diverses empreses demanant donacions per a un vehicle i calçat esportiu, així com per cobrir altres despeses relacionades amb la Marató. També va enviar algunes cartes més en les quals demanava contribucions per adquirir una cama artificial dissenyada específicament per córrer. En elles va dir que, encara que estava agraït per seguir amb vida després del tractament per al càncer, «record que m'havia promès a mi mateix que [..] m'enfrontaria cara a cara amb aquest desafiament [el d'aconseguir fons per a la recerca contra el càncer] per demostrar-me que sóc digne d'estar viu, alguna cosa que moltes persones donen per descomptat». Ford va donar una autocaravana, Imperial Oil va aportar el combustible, i finalment Adidas li va proporcionar el calçat. Fox va rebutjar les empreses que sol·licitaven que avalés els seus productes i va refusar rebre donacions amb condicionants, ja que insistia que ningú havia d'obtenir guanys per la seva carrera.

### Carrera a través del Canadà

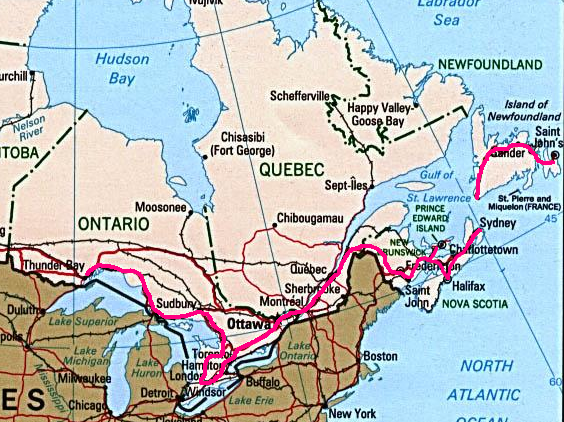
Mapa de la regió oriental del Canadà, on es mostra el camí que va seguir Fox en la seva marató, des de Saint John's, en la costa est, cap a l'oest.

La Marató va començar el 12 d'abril de 1980 quan Fox va mullar la seva cama protèsica a l'Oceà Atlàntic, prop de Sant Joan, a Terranova. També va omplir dues ampolles grans amb aigua del mar amb la intenció de guardar una com a record i abocar el contingut de l'altra a l'oceà Pacífic en completar el seu recorregut a Victòria (Columbia Britànica). El seu amic Doug el va recolzar en la seva empresa, encarregant-se de conduir l'auto-caravana i de preparar els menjars. Fox començava la seva carrera tots els dies abans del clarejar, equipat amb uns pantalons curts i una samarreta. La seva pròtesi era plenament visible, sense cap intent per ocultar-la. Durant tota la marató, la rutina començava molt primerenc: Fox començava a córrer a les cinc del matí; corria dues milles (3,2 km) i feia una pausa per beure a l'auto-caravana que Doug conduïa darrere d'all; corria unes altres dues milles i feia una nova pausa, continuant d'aquesta forma fins a haver fet entre 14 i 16 milles (de 22 a 26 km). Generalment acabava la sessió de matí a les vuit, i descansava tres hores. Després corria la resta del recorregut, de 10 a 12 milles (entre 16 i 19 km). Doug deixava un senyal amb un munt de pedres situat al costat de l'autopista, per començar en el mateix punt l'endemà. Recorria aproximadament una milla cada onze minuts (8,7 km/h). A les tardes, Fox concedia entrevistes i donava xerrades en gimnasos escolars i centres comunitaris. Mentre es dirigia a la gent, un representant de la Societat contra el Càncer recollia els donatius. Inicialment, Doug i Fox dormien a l'auto-caravana. No seria fins que van arribar a Ontario i la popularitat de la seva empresa va començar a créixer que van aconseguir dormir en habitacions de motel donades també.
En els primers dies, Fox es va enfrontar a temporals de vent, fortes pluges, i fins i tot a una tempesta de neu. A més, es va descoratjar una miqueta en veure la pobra recepció que li donaven a la seva carrera. Aquesta situació va canviar en arribar a Port aux Basques (Terranova), on els deu mil habitants de la ciutat van donar en total deu mil dòlars canadencs. Al llarg del recorregut Fox va expressar freqüentment el seu enuig i frustració amb els qui pensava que estaven obstaculitzant la carrera, entre ells el propi Doug, amb qui discutia constantment. Para quan van arribar a Nova Escòcia gairebé no es parlaven, per la qual cosa els pares de Terry van volar a Halifax per aconseguir la seva reconciliació. Per assegurar que els conflictes no es reproduirien, un dels germans de Fox, Darrell —que tenia disset anys—, es va integrar en l'equip com a amortidor. El 10 de juny, Terry va deixar enrere les províncies marítimes canadenques i es va enfrontar a nous desafiaments en entrar al Quebec ja que ningú del grup sabia parlar francès —va estar cinc dies sense dutxar-se perquè no sabien com preguntar per un lloc on fer-ho—, i els conductors li obligaven contínuament a sortir de la carretera mentre corria. El 22 de juny va arribar a Mont-real, després de recórrer una tercera part dels 8.000 km previstos, amb dos-cents mil dòlars recaptats fins llavors. Per aquestes dates, la iniciativa de Fox va atreure l'atenció de Isadore Sharp, fundador i director executiu de la cadena hotelera Four Seasons Hotels and Resorts, que havia perdut a un fill l'any 1978 víctima d'un melanoma, amb prou feines un any després que se li diagnostiqués el càncer a Fox. Sharp es va mostrar intrigat amb la història d'un jove amb solament una cama «que intentava fer l'impossible» corrent per tot el país de costa a costa, i li va oferir menjar i allotjament als hotels de la seva propietat que es trobessin en la ruta de la Marató, a més d'anunciar que donarien dos dòlars per cada milla que Fox corregués (el que faria deu mil dòlars canadencs), demanant en el mateix anunci a altres 999 empreses que fessin el mateix, per aconseguir així deu milions de dòlars. El suport de Sharp va ser crucial perquè Fox decidís continuar amb la carrera. La Societat Canadenca contra el Càncer el va convèncer que si arribava a Ottawa el Dia del Canadà —1 de juliol—, aconseguiria un nombre més gran de donacions, per la qual cosa Fox va decidir romandre a Mont-real uns quants dies més.

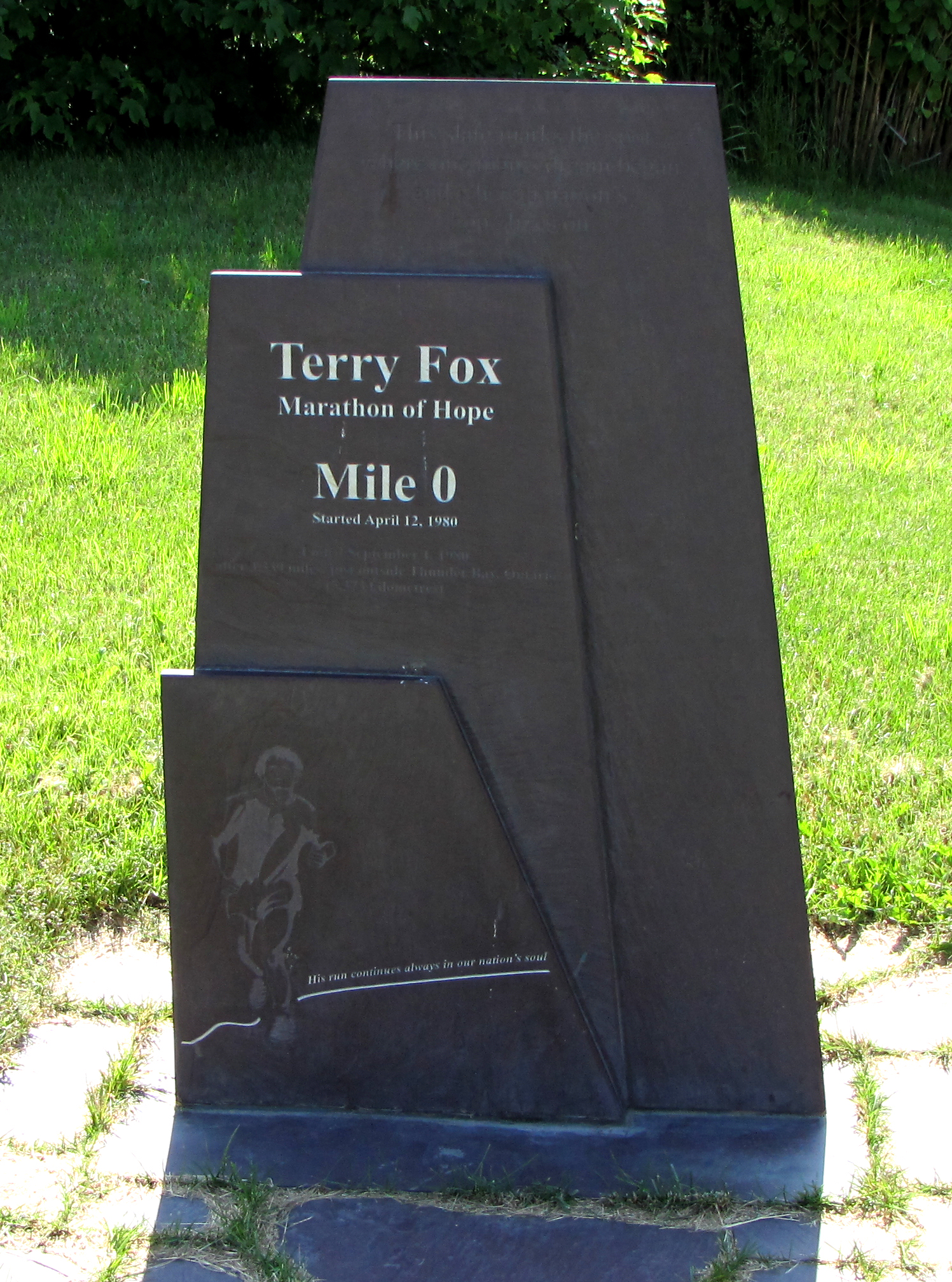
Monument commemoratiu a la Milla 0, a Saint John's de Terranova.

L'últim dissabte de juny Fox va travessar la frontera d'Ontario pel poble d'Hawkesbury. Allí el va rebre una banda de música i milers d'habitants van omplir els carrers per animar-lo al seu pas. Aquesta vegada la policia provincial el va escortar en el seu recorregut a través de tot el territori d'Ontario. Malgrat la calor sufocant d'aquest estiu, va continuar corrent 42 km per dia. A la seva arribada a Ottawa, el van rebre el governador general Ed Schreyer i el primer ministre Pierre Trudeau, i va ser convidat d'honor en nombrosos esdeveniments esportius a la ciutat. Davant setze mil seguidors, va realitzar el servei d'honor de la lliga nacional de futbol canadenc, mentre el públic en peus li tributava una calorosa ovació. El diari de Fox reflectia la seva il·lusió cada vegada major per la recepció que havia rebut i va començar a entendre la gran emoció que sentien els canadencs davant els seus esforços.
A Toronto una multitud de deu mil persones el va rebre a la plaça Nathan Phillips Square. Mentre corria cap a la plaça, moltes persones es van unir a ell, entre elles Darryl Sittler, estrella de la Lliga nacional d'hoquei sobre gel, que li va regalar a Fox la seva samarreta del partit de les estrelles de 1980. La Societat contra el Càncer va calcular que solament en aquest dia es van recaptar cent mil dòlars. Al seu pas per la regió sud d'Ontario, Bobby Orr, jugador d'hoquei de les dècades de 1960 i 1970 que havia ingressat en el Saló de la Fama de l'hoquei canadenc, va acudir a la seva trobada i li va lliurar un xec de vint-i-cinc mil dòlars en nom de la companyia d'alimentació Planters Peanuts. Fox va considerar que la seva trobada amb Orr va ser el moment culminant del seu viatge.
A mesura que la popularitat de Fox creixia, la Societat contra el Càncer programava més esdeveniments i discursos. Sense importar quant es desviés del seu recorregut, Fox va intentar complir amb totes les peticions que, al seu judici, poguessin ajudar a recol·lectar diners. No obstant això, es va enfuriar davant el que considerava una excessiva intromissió dels mitjans de comunicació en la seva vida privada, com quan el Toronto Star va publicar en un reportatge que havia tingut una cita amb una noia. Fox va començar a sentir-se insegur sobre si podia confiar en la premsa quan van començar a publicar articles negatius sobre ell, entre ells un del Globe and Mail, on el retrataven com un «germà tirà» que maltractava verbalment a Darrell, i afirmava que corria pel rancor que sentia cap a un metge que no l'havia diagnosticat bé en el seu moment. Fox es va referir a aquestes acusacions com a «escombraries».
L'esforç físic requerit per córrer una marató cada dia va començar a cobrar-se el seu preu en el cos de Fox. A part dels dies de descans que es va prendre a Mont-real, a petició de la Societat contra el Càncer, va decidir no prendre's cap més, ni tan sols el dia del seu vint-i-dos aniversari. Amb freqüència sentia dolors en els barbs i se li inflamava el genoll; va desenvolupar quists al monyó i va experimentar mareigs. Va arribar a un punt que va sentir un dolor en el turmell que no remetia. Si bé temia una fractura per sobrecàrrega, va córrer tres dies més abans de buscar atenció mèdica, per a això va prendre una avioneta que li va proporcionar un dels seus seguidors. Para el seu alleujament, li va ser diagnosticada una tendinitis que es podia tractar amb analgèsics. Va rebutjar acudir a revisions mèdiques rutinàries, i li va restar importància als advertiments que estava posant en perill la seva salut futura. El metge li va demanar que descansés alguns dies o baixés el ritme. Fox es va negar, però Lou Fini, el membre de la Societat contra el Càncer que l'acompanyava, el va enganyar, dient-li que l'avioneta no podria aterrar a causa de la boira que hi havia en el lloc on havia parat abans de volar per obtenir assistència mèdica. Va haver de prendre un autobús, que no sortia fins a l'endemà. Fox va poder així descansar dos dies.
Malgrat la seva notable capacitat de recuperació física, a finals d'agost va començar a comprovar que se sentia exhaust abans de començar les seves carreres diàries. El 31 d'agost, Fox va creure que havia agafat un refredat. Els símptomes eren una tos seca i visió doble. L'endemà, als afores de Thunder Bay, a la riba nord-oest del llac Superior, es va veure obligat a detenir la seva marxa poc després de passar per un atac intens de tos, acompanyat de forts dolors en el pit. Al no saber què fer sobre aquest tema, va optar per seguir el seu recorregut mentre des dels vorals de l'autopista una multitud l'encoratjava amb crits al seu pas. Unes quantes milles després, a causa de la dificultat que sentia per respirar i al dolor en el pit, que no disminuïa, li va demanar a Doug que el portés a un hospital. Immediatament va témer que el seu trajecte hagués acabat. L'endemà, a la vora de les llàgrimes, i al costat dels seus pares, que havien arribat a Thunder Bay quan van saber l'ocorregut, Fox va oferir una conferència de premsa en la qual va anunciar que el seu càncer havia tornat i s'havia estès als seus pulmons. Va haver d'abandonar la marató després de 143 dies i 5.373 km recorreguts. Fox va tornar a casa seva, per començar de nou el tractament en el Royal Columbian Hospital. A pesar que el jugador d'hoquei sobre gel Darryl Sittler i el seu equip, els Maple Leafs, es van oferir a completar la carrera per ell, Fox es va negar a acceptar-ho, manifestant que desitjava acabar ell mateix el recorregut.

### Resposta nacional

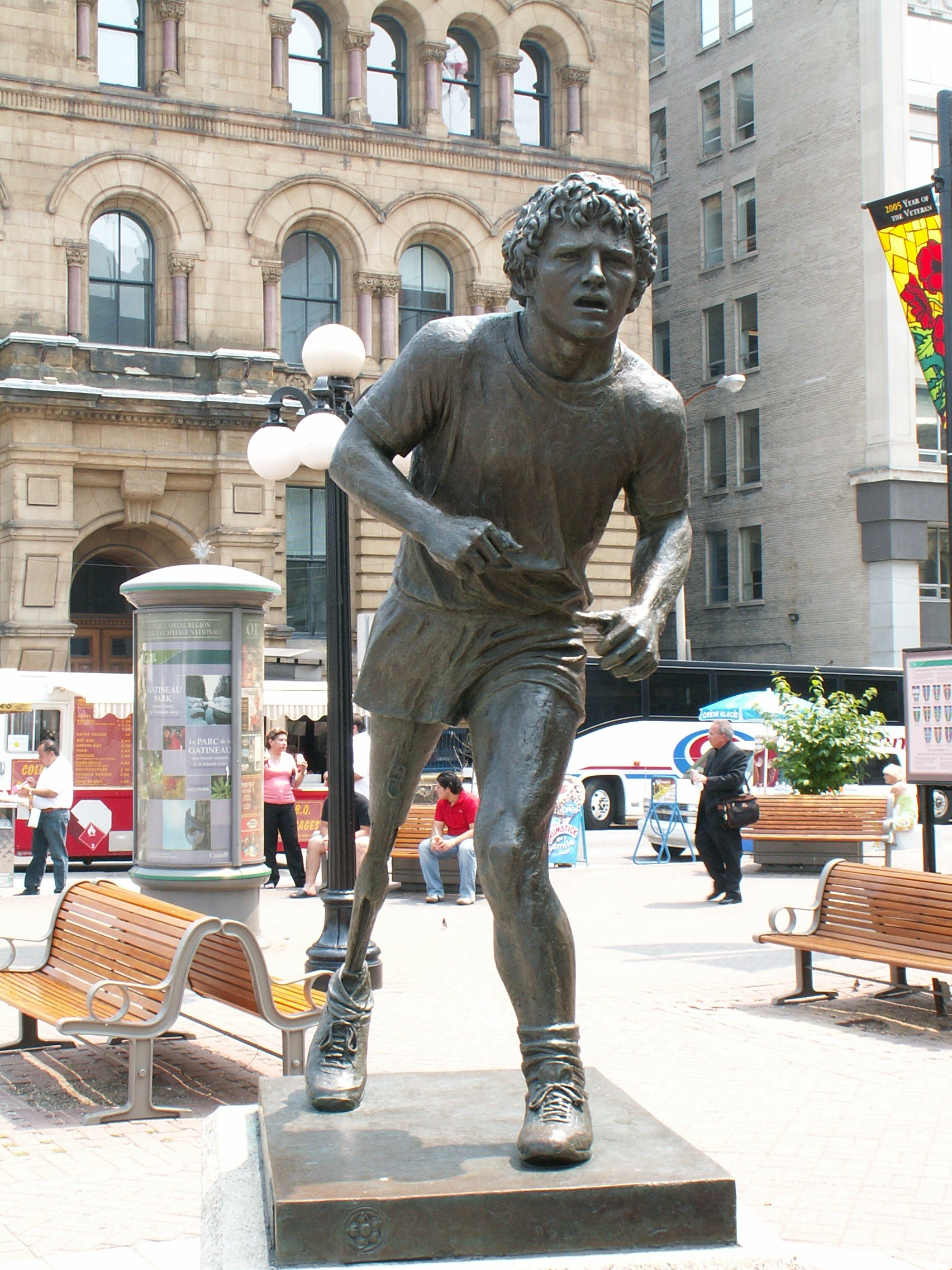
Estàtua de Terry Fox a Ottawa.

Al moment en què Fox va abandonar la marató havia recaptat ja un total d'1,7 milions de dòlars canadencs. Davant la reaparició del seu càncer, es va adonar que el país era a punt de veure les conseqüències de la malaltia i albergava l'esperança que aquest fet despertaria una major generositat. Una setmana després que la seva carrera finalitzés, la cadena televisiva CTV Television Network va organitzar un teletón per recolzar a Fox i a la Societat contra el Càncer. Amb el suport de personalitats tant canadenques com a internacionals, el programa, de cinc hores de durada, va aconseguir recaptar deu milions i mig de dòlars addicionals. Entre les donacions va haver-hi una d'un milió, lliurat pel govern d'Ontario —com a dotació a l'Ontario Cancer Treatment and Research Foundation— i una altra d'un milió també per part del govern de la Colúmbia Britànica, per a la creació d'un nou institut de recerca que portaria el nom de Fox. Els donatius van seguir rebent-se al llarg de l'hivern i, per l'abril de l'any següent, la quantitat ascendia a més de vint-i-tres milions de dòlars.
Admiradors i seguidors de la causa a tot el món van inundar a Fox de cartes i mostres de suport. En un moment donat, va arribar a rebre més correu que tota la resta de Port Coquitlam. Tal va arribar a ser la seva fama que una carta dirigida simplement a «Terry Fox, Canadà» va arribar a la seva destinació sense problemes. El setembre del 1980, Fox va ingressar a l' Ordre del Canadà amb rang de companion —el major després dels de sobirà i canceller, rangs nats ocupats pel monarca del Canadà i el governador general respectivament— en una cerimònia especial. Es va convertir en la persona més jove que havia rebut aquesta distinció fins llavors. El tinent governador de la Columbia Britànica el va distingir el mes següent amb l'Ordre de Dogwood, la màxima distinció de la província. Igualment el Saló de la Fama dels Esports del Canadà va dur a terme una exposició permanent sobre la seva gesta, mentre que se li concedia el premi Lou Marsh reconeixent-lo com l'atleta més destacat del país de l'any 1980. Igualment, el va distingir com el «Newsmaker of the Year» del Canadà el 1980 —això és, la figura amb major influència en la premsa canadenca. El diari Ottawa Citizen va descriure la reacció nacional a la marató com «una de les efusions d'emoció i de generositat més poderoses en la història del Canadà».

## Mort
En els mesos següents, Fox va ser sotmès a diversos tractaments de quimioteràpia, però el càncer va continuar estenent-se. A mesura que la seva salut es deteriorava, els canadencs esperaven algun miracle i el mateix papa Joan Pau II va enviar un telegrama dient que resava per la seva salut. Els metges van provar llavors amb tractaments experimentals amb Interferó, encara que la seva efectivitat contra el sarcoma osteogènic era desconeguda. Fox va sofrir una reacció adversa al primer tractament, però així i tot va prosseguir amb el programa després d'un període de descans.
El 19 de juny de 1981 va ingressar de nou al Royal Columbian Hospital, amb congestió del pit, la qual va degenerar en pneumònia. Va entrar en coma el diumenge 28 de juny a primera hora del matí i va morir a les 7:35 a. m. PDT, amb la seva família al seu costat. Segons el director de l'hospital, Dr. Ladislav Antonik, els metges no van tractar de mantenir-lo viu mecànicament perquè van decidir que «Terry havia de tenir en la mort la dignitat que va tenir en vida». El govern del Canadà va ordenar hissar a mitja asta totes les banderes al país, un honor sense precedents usualment reservat a polítics o homes d'Estat il·lustres. En un discurs davant la Cambra dels comuns, el primer ministre Trudeau va dir: «ocorre molt rares vegades en la vida d'una nació que l'esperit valent d'algú uneix a tota la gent en la celebració de la seva vida i en el dol per la seva mort... No ho veig com algú vençut per la desgràcia, sinó com algú que ens va inspirar amb l'exemple del triomf de l'esperit humà sobre l'adversitat».
El seu funeral, al que van assistir quaranta familiars i dos-cents convidats, va ser retransmès a tot el país. Centenars de comunitats en tot Canadà van oficiar també funerals, entre ells un en el Pujol del Parlament, d'Ottawa. Els canadencs van inundar les oficines de la Societat contra el Càncer amb noves donacions.

## Llegat
Fox continua sent un dels personatges prominents de la cultura popular canadenca. D'acord amb l'escriptor Douglas Coupland, la seva determinació va unir a Canadà; canadencs de qualsevol origen i condició social li van brindar el seu recolzament en la Marató de l'Esperança, i el seu record és motiu d'orgull en tot el país. En una enquesta duta a terme al país l'any 1999, va resultar triat l'heroi més gran del Canadà. L'any 2004 els televidents de The Greatest Canadian, de la cadena CBC, el van triar el segon «canadenc més gran» de qualsevol àrea i època, només per darrere del polític i estadista Tommy Douglas. La condició heroica de Fox li ha estat atribuïda a la seva imatge de persona comuna que va intentar una proesa notable i edificant. També s'ha argumentat que la seva grandesa es deriva de la seva audaç visió, així com de la determinació per aconseguir la seva meta i de la seva habilitat per superar obstacles, com ara la seva falta d'experiència o la solitud que va implicar la seva travessia per Canadà. La personalitat mediàtica canadenca Sook-Yin Lee, que defensava la candidatura de Fox en The Greatest Canadian, el va comparar amb un heroi de l'Antiguitat grega, Fidípides, el corredor que va anunciar el desenllaç de la batalla de Marató abans de morir. A més, va afirmar que Fox «personifica els valors més volguts per la societat canadenca: compassió, lliurament i perseverança», i va destacar la juxtaposició entre la seva popularitat, sorgida per la imatge inoblidable que va crear en la seva vida, i el rebuig a qualsevol parafernàlia associada a la fama. Igual que molts altres símbols canadencs, Fox és un heroi inusual, «admirat però no perfecte». Una necrològica publicada en el Canadian Family Physician va emfatitzar la seva humanitat i va assenyalar que el seu empipament —en ser diagnosticat amb càncer, en llegir articles negatius publicats per la premsa, o l'expressat contra els quals considerava que atemptaven contra la seva independència— era un factor que evitava la seva «canonització», la qual cosa posava els seus assoliments a l'abast de tots.

### Percepció social del càncer i la discapacitat
Fins que Fox va dur a terme la seva empresa, els malalts oncològics no volien que se sabés la malaltia que sofrien. Sentien vergonya. Gràcies a la gesta de Terry Fox, tot això va canviar. Fox no solament no s'avergonyia de la seva malaltia, sinó que cada dia que corria li mostrava al món que era un malalt de càncer, i això va transformar la manera en què els canadencs s'enfrontaven a aquesta malaltia. Fox també es va negar a considerar-se un discapacitat i no permetia que ningú li mostrés compassió. En una ocasió va dir, en una estació radiofònica de Toronto, que sentia que la vida era més «satisfactòria i desafiadora» des que havia perdut la seva cama. Igual que amb el càncer, la Marató de l'Esperança va ajudar a canviar no solament la percepció sobre la discapacitat i el càncer, sinó la forma en la qual els discapacitats s'integraven en la societat. També va aconseguir incrementar la visibilitat de les persones discapacitades i influir en les seves actituds, mostrant-los la discapacitat d'una forma més positiva. L'atleta paralímpic Rick Hansen va comentar que la carrera va reptar a la societat a centrar-se en les capacitats més que en les discapacitats. «El que era vist com una limitació, es va convertir en una gran oportunitat. Les persones discapacitades van començar a veure les coses d'una forma diferent. Van començar a sentir molt orgull», va escriure Hansen sobre aquest tema.
D'altra banda, han sorgit algunes crítiques contra la narrativa establerta entorn de Fox, que il·lustraria la manera en què els mitjans de comunicació se centren en estereotips d'èxits heroics i extraordinaris de persones amb discapacitat, al mateix temps que ignoren assoliments més mundans. L'actor Alan Toy va comentar: «certament va recaptar diners per a la recerca contra el càncer i va mostrar la capacitat humana per aconseguir un objectiu. Però a molts discapacitats se'ls fa que sentin que són uns fracassats si no han fet alguna cosa extraordinari. Podrien ser banquers o treballadors de fàbriques, prova suficient que són útils per a la societat. Hem de ser 'súper discapacitats' per ser vàlids? I si no ho som, llavors som invàlids?». La idealització de Fox per part dels mitjans de comunicació també ha estat objecte de crítiques per emfatitzar una aproximació individualista a la malaltia i a la discapacitat, on el cos és una màquina que ha de dominar-se, contrari al model social en la discapacitat, on les actituds i obstacles socials per a la inclusió constitueixen un element fonamental per determinar qui és discapacitat i qui no.

### La carrera Terry Fox

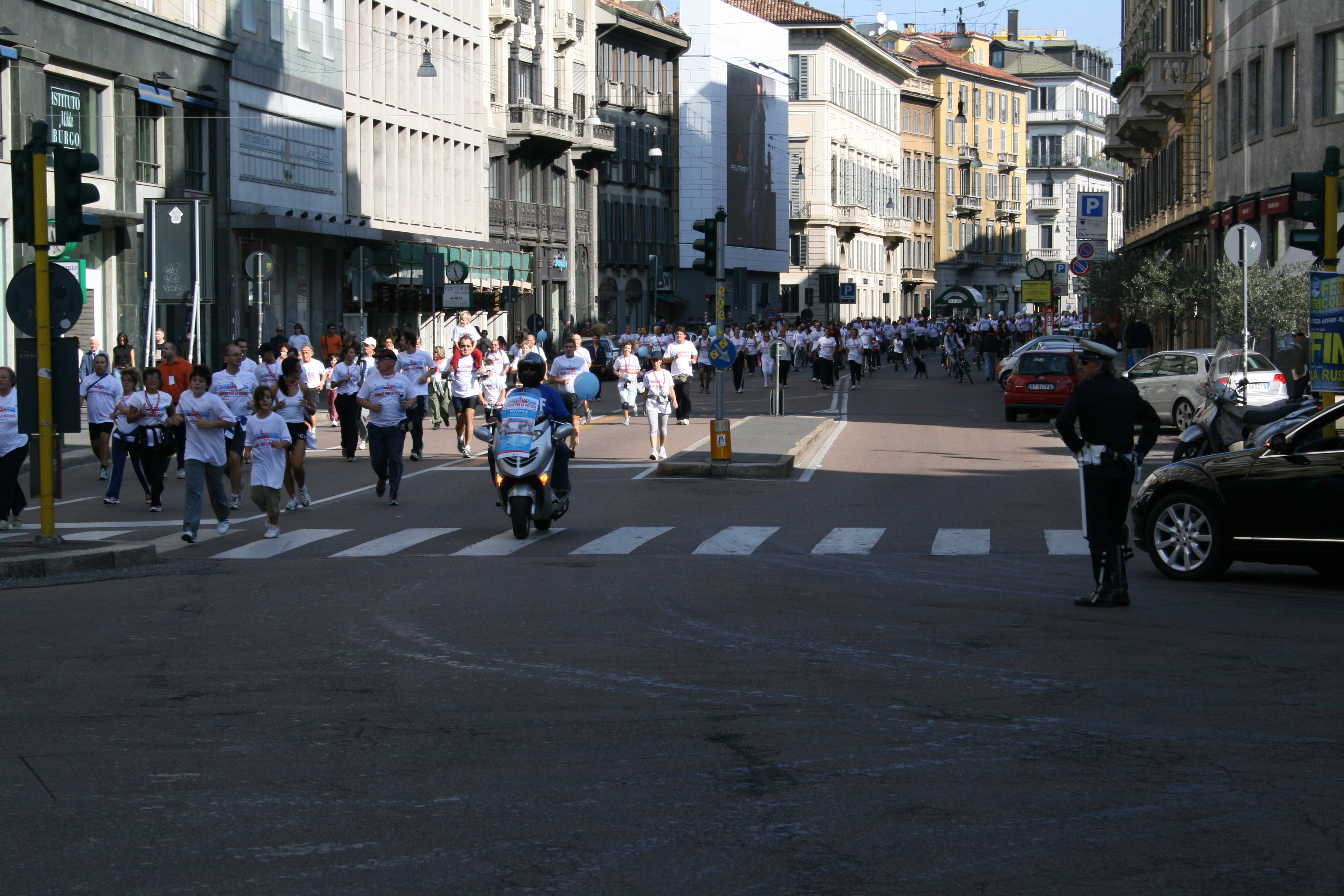
Participants en l'edició del 2007 de la carrera Terry Fox a Milà (Itàlia).

Una de les primeres persones que va recolzar a Fox va ser Isadore Sharp, fundador de la cadena hotelera Four Seasons Hotels and Resorts, que havia perdut a un fill també a causa del càncer. Sharp va proporcionar allotjament a Fox, va donar una important quantitat de diners i va demanar a gairebé mil empreses que fessin el mateix. El 2 de setembre de 1980, un dia després que Fox hagués de deixar la seva Marató de l'Esperança, Sharp va enviar un telegrama a la família Fox en la qual proposava la creació d'una carrera anual amb el nom de Terry Fox per recaptar fons. Aquest va acceptar, encara que va insistir que les carreres no havien de ser competitives: no hi hauria guanyadors ni perdedors, i els participants podrien optar entre córrer, caminar o realitzar el seu recorregut a bord d'un mitjà de transport. No obstant això, inicialment Sharp va trobar oposició al projecte. La Societat contra el Càncer temia que una carrera celebrada a la tardor disminuís les seves campanyes tradicionals, que es duien a terme a l'abril, mentre que altres entitats benèfiques creien que un altre esdeveniment de recaptació de fons deixaria menys diners per a les seves pròpies causes. Malgrat això, Sharp va insistir i el 13 de setembre de 1981 va organitzar, juntament amb la seva cadena hotelera i la família Fox, la primera carrera Terry Fox.
Més de tres-centes mil persones van participar en la primera edició i la recaptació total va ascendir a 3,5 milions de dòlars canadencs. Per a la segona edició de la carrera, celebrada el 19 de setembre de 1982, es va convidar a participar totes les escoles del país. Des de llavors, la participació escolar ha continuat, per la qual cosa s'ha establert una carrera separada, el «Dia Nacional de Carrera Escolar Terry Fox». En les seves primeres sis edicions, les carreres van recaptar més de vint milions de dòlars canadencs. Inicialment, la carrera Terry Fox estava sota el paraigua de la Societat Canadenca contra el Càncer, però el 1988 es va establir la Fundació Terry Fox, que es va fer càrrec de l'organització de la carrera i de distribuir la recaptació entre diferents projecte de recerca contra la malaltia.
L'any 1999 les carreres es van internacionalitzar, amb la participació de més d'un milió de persones en seixanta països, gràcies a les quals es van recaptar quinze milions de dòlars canadencs solament aquest any. Pel 25.º aniversari de la creació de la carrera Terry Fox, més de tres milions de persones es donaven cita anualment. Fos del Canadà, l'edició cubana és la de major participació. Les donacions de la Fundació Terry Fox han ajudat al fet que els científics canadencs realitzin nombrosos avanços en la recerca contra el càncer. Fos del Canadà, les organitzacions locals canalitzen els fons cap a instituts de recerca locals aprovats per la Fundació Terry Fox o remesos a Canadà.
La carrera Terry Fox és el major esdeveniment d'un dia al món per recaptar fons per a la recerca contra el càncer, i fins a 2012 havia aconseguit recaptar 600 milions de dòlars canadencs. Les carreres en les seves edicions de 2013-2016 es duran a terme a mitjans del mes de setembre corresponent.

### Honors

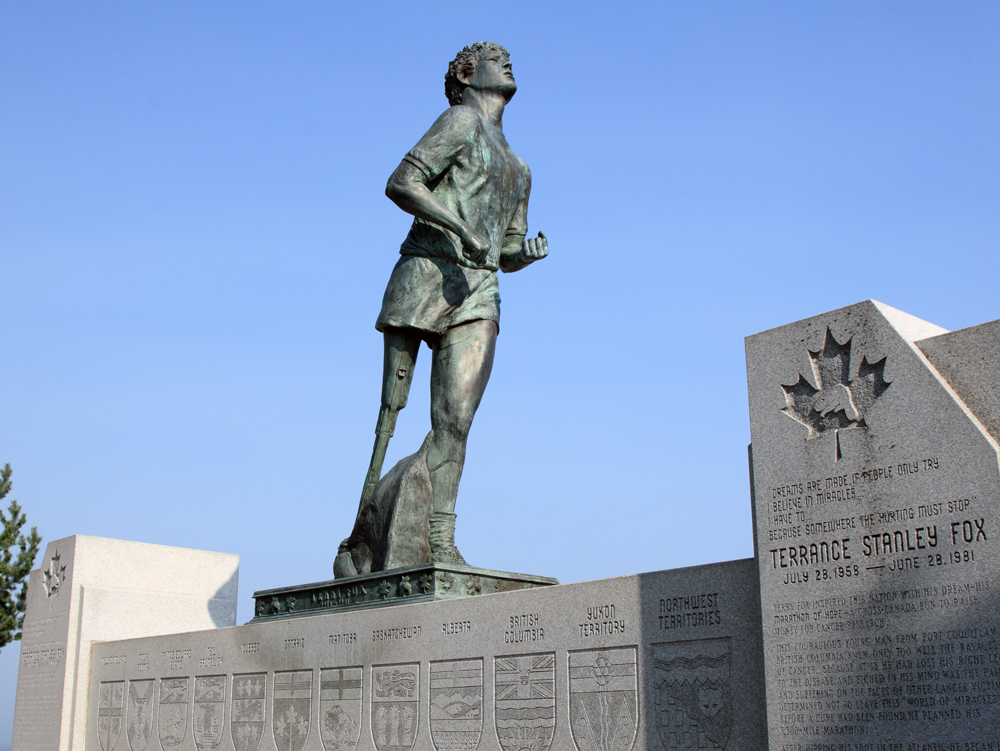
Monument commemoratiu erigit als afores de Thunder Bay al costat de la Carretera Transcanadiense, prop del lloc on Fox va haver d'abandonar la seva Marató de l'Esperança.

Existeix una gran quantitat de monuments commemoratius erigits a Canadà en memòria de Terry Fox o als quals s'ha donat el seu nom. Entre ells s'inclouen:
- aproximadament trenta-dues carreteres i carrers, entre elles la Terry Fox Courage Highway —l'Autopista del Coratge de Terry Fox— un tram de 83 km de la Carretera Transcanadiense, prop de Thunder Bay, i propera al lloc on Fox va finalitzar la seva carrera, a la qual es va batejar amb el nom de Fox.[77] Allí es va erigir també una estàtua de Terry Fox de grans proporcions a manera de monument;[78]
- catorze escoles, entre elles una d'ensenyament primari situat en un suburbi de Mont-real que va prendre el nom de Terry Fox poc després de la seva mort, i l'escola secundària de Port Coquitlam, de la qual es va graduar Terry, que va passar a anomenar-se Terry Fox Secondary School el 18 de gener de 1986;[79][80]
- altres catorze edificis, entre ells diversos centres d'atletisme i l' Institut de Recerca Terry Fox a Vancouver;
- set estàtues, entre elles el Monument Terry Fox, a Ottawa, que va constituir l'origen de la Senda dels Herois —The Path of Heroes—, una iniciativa del govern federal canadenc que busca honrar a les persones que s'han distingit en les seves aportacions al país;[81]
- nou senderes d'entrenament físic;
- una muntanya que no tenia nom en les Rocoses Canadenques, en el Selwyn Range, a la qual el govern de Columbia Britànica va donar la denominació Terry Fox menys d'un més després de la seva mort.[82] L'àrea situada al voltant de la muntanya constitueix un parc provincial conegut com a Mount Terry Fox Provincial Park;
- el trencaglaç de la Guàrdia Costanera del Canadà CCGS Terry Fox, posat en servei el 1983;[83]
- una sèrie d'escultures de bronze de Fox erigides l'any 2011 en l'exterior de l'estadi BC Place al centre de Vancouver. Van ser dissenyades per l'escriptor canadenc Douglas Coupland i mostren a Fox corrent cap a l'Oceà Pacífic.[84]

Poc després de la seva mort, Fox va ser triat «Newsmaker of the Year» de 1981, i el Correu del Canadà va anunciar aquest any la comercialització d'un segell commemoratiu —alguna cosa notable perquè el Correu canadenc mantenia una política de no homenatjar a cap persona amb segells commemoratius fins a passats almenys deu anys de la seva mort.
El músic britànic Rod Stewart es va commoure de tal forma per la Marató de l'Esperança que va escriure i va dedicar a Fox la cançó «Never Give Up on a Dream», que forma part de l'àlbum Tonight I'm Yours (1981). A més, va donar a la seva gira de 1981-82 el nom Terry Fox Tour. El Saló de la Fama Terry Fox es va crear el 1994 a Toronto amb el propòsit de reconèixer els qui hagin fet contribucions extraordinàries per a la millora de la qualitat de vida dels discapacitats. A Vancouver es va establir el centre de recerca Terry Fox Laboratory per realitzar recerques d'avantguarda sobre les causes i potencials cures per al càncer.
Amb motiu del 25.º aniversari de la Marató de l'Esperança, la Real Casa de la Moneda Canadenca va encunyar una moneda especial de dòlar en 2005, la qual es va convertir en la seva primera moneda en circulació a mostrar a un canadenc.

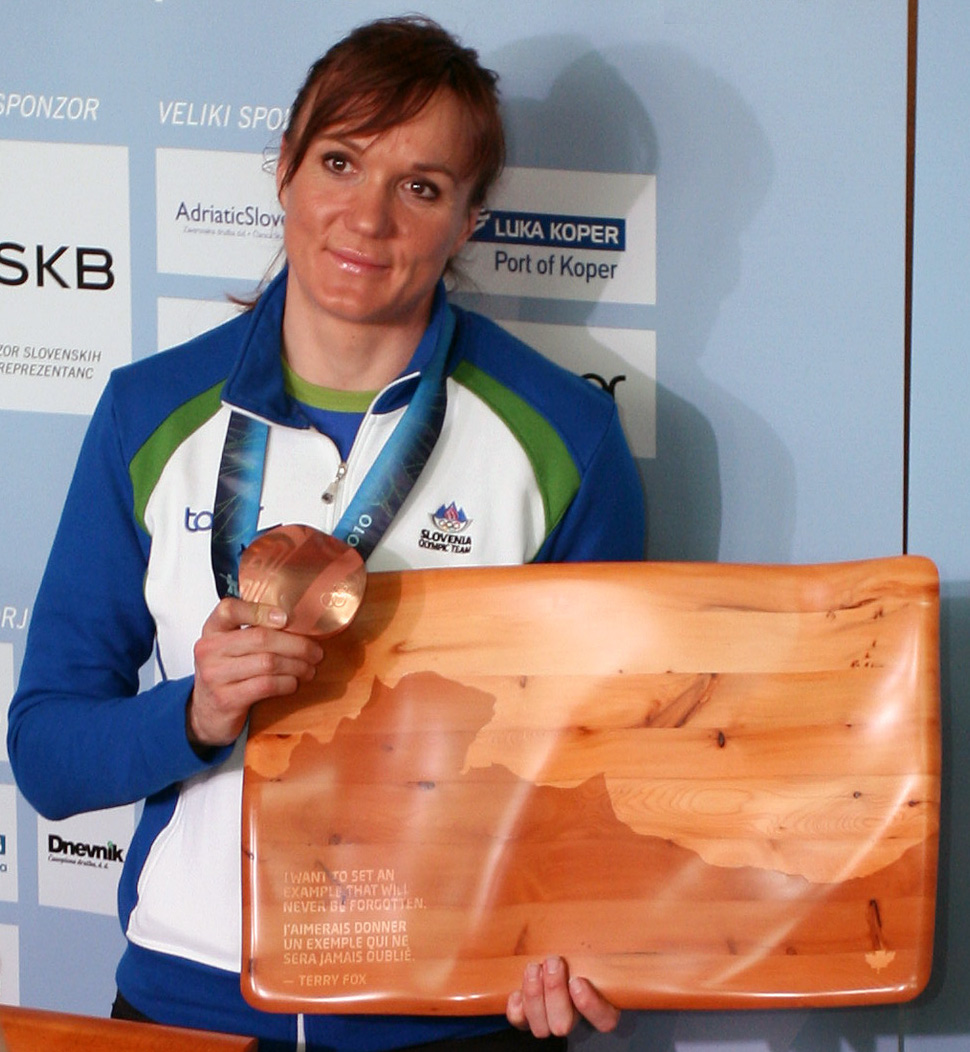
Petra Majdič, esquiadora de fons eslovena, va ser una de les dues atletes olímpiques que va rebre el Premi Terry Fox Vancouver 2010. La safata que constitueix el premi porta la inscripció «Vull donar un exemple que mai s'oblidi — Terry Fox».

L'any 2008, Terry Fox va ser designat Personatge Històric Nacional del Canadà, un reconeixement atorgat pel Govern del Canadà a aquelles persones que han tingut un paper de rellevància nacional en la història d'aquest país. Les raons per atorgar aquest reconeixement van ser el seu estatus com a «icona», les seves virtuts personals i la manera en el qual la Marató de l'Esperança havia captivat al país i ressonat profundament entre els canadencs.
La seva mare, Betty Fox, va ser una de les vuit persones que va portar la bandera olímpica en l'Estadi BC Place en la cerimònia d'obertura dels Jocs Olímpics d'Hivern de 2010 celebrats a Vancouver. Aquest esdeveniment esportiu va acollir també el lliurament del Premi Terry Fox Vancouver 2010, creat específicament per a aquesta edició dels jocs olímpics. Aquest premi tenia com a objectiu recompensar a aquells atletes olímpics que personificaven les qualitats de Fox de determinació i humilitat enfront de l'adversitat. Betty Fox va ser un dels membres del comitè de selecció. Un mes després, els Jocs Paralímpics van rendir tribut a Fox durant la cerimònia d'obertura: es va exhibir un documental de deu minuts en la seva memòria abans que els seus pares, Betty i Rolly, entressin en l'estadi portant la torxa olímpica.

### Pel·lícules i llibres
La història de Fox va inspirar la pel·lícula biogràfica The Terry Fox Story, produïda per HBO i emesa en televisió als Estats Units i en cinemes a Canadà. Protagonitzada per l'actor amputat Eric Fryer i per Robert Duvall, es va convertir en la primera pel·lícula feta exclusivament per a la televisió de pagament. La crítica va ser generalment positiva. No obstant això, la família de Fox no es va mostrar totalment conforme amb el resultat, criticant-la per com va descriure el temperament de Terry. La pel·lícula va ser candidata en vuit categories en els premis Genie que atorga l'Acadèmia Canadenca de Cinema i Televisió, de les quals va guanyar en cinc, entre elles «Millor pel·lícula» i «Millor actor».
Terry, una altra producció cinematogràfica, es va estrenar l'any 2005 i va comptar amb la producció de CTV Television Network. Va comptar amb guió del premiat autor teatral per a nens Dennis Foon. La seva trama se centra en la Marató de l'Esperança, amb Shawn Ashmore com Terry Fox. A causa que Ashmore no està amputat, es va utilitzar edició digital per mostrar una pròtesi en lloc de la seva cama real. A diferència de The Terry Fox Story, aquest film sí que va comptar amb l'aprovació de la família de Fox, en mostrar-lo amb una actitud més positiva. Steve Nash, un jugador canadenc de la NBA que es va sentir inspirat per Fox quan era nen, va dirigir un documental l'any 2010 titulat Into the Wind, que es va transmetre a l'ESPN com a part de la seva sèrie 30 for 30.
Existeixen diversos llibres que relaten la gesta de Fox. Un dels primers va ser Terry Fox: His Story ("Terry Fox: la seva història"), una biografia autoritzada de Fox publicada l'any 1981 per Leslie Scrivener, una periodista del Toronto Star que va cobrir la Marató de l'Esperança durant la primavera de 1980. El llibre va ser reeditat l'any 1983 i l'any 2010. L'any 2005, per celebrar el 25.º aniversari de la Marató de l'Esperança, Douglas Coupland, l'autor de Generació X i Microsiervos, va escriure Terry (subtitulada Terry Fox And His Marathon of Hope, "Terry Fox i la seva Marató de l'Esperança"). Es tracta d'una biografia escrita amb el suport de la família Fox, en forma de 145 petits episodis. Cadascun d'ells està il·lustrat per una fotografia de Fox o de records de la seva Marató de l'Esperança. Els beneficis de la venda del llibre van destinades a la Fundació Terry Fox. Segons Coupland, que considera l'obra de Scrivener com "l'obra definitiva" sobre Fox, la seva obra es pot descriure millor com un "tribut" a Fox, part de les seves obsessions amb els mites del canadenc corrent. No obstant això, és el públic infantil i juvenil el destinatari habitual de la narrativa sobre Fox: Terry Fox: A Story of Hope (2005), de Maxine Trottier (escrita també amb motiu del 25.º aniversari de la Marató de l'Esperança); The Value of Facing a Challenge: The Story of Terry Fox (1983), d'Ann Donegan Johnson o Legends in Their Time: Young Heroes and Victims of Canada (2006), de George Sherwood.

### Inspiració per a altres carreres i organitzacions

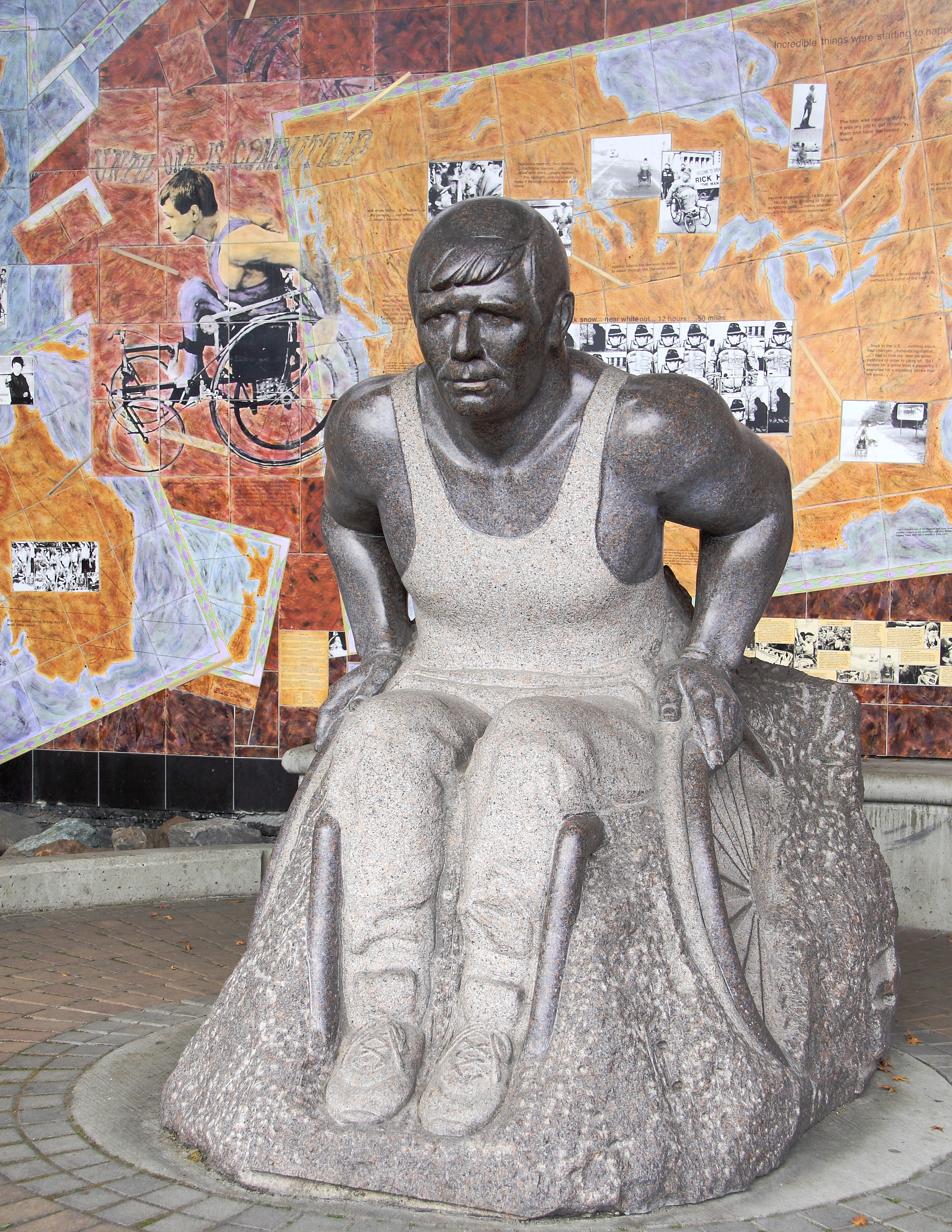
Estàtua de Rick Hansen commemorant el seu «Man In Motion World Tour», en el Rogers Arena de Vancouver.

Fox sempre es va negar al fet que qualsevol altra persona completés la Marató de l'Esperança en el seu lloc, ja que havia promès que ho faria ell mateix una vegada que es recuperés. Steve Fonyo, un jove de divuit anys que va sofrir del mateix tipus de càncer i que també havia estat amputat d'una cama, va emular la gesta de Fox el 1984. Li va donar a la seva campanya el nom de «Journey for Lives» —«Viatge per les vides». Després de partir de Saint John de Terranova el 31 de març, Fonyo va arribar a la fi de novembre al lloc on Fox va haver de renunciar a la seva marató, i va completar la seva carrera el 29 de maig de 1985. Journey for Lives va aconseguir recaptar més de tretze milions de dòlars canadencs per a la recerca contra el càncer.
L'atleta paralímpic canadenc Rick Hansen, que havia reclutat a Fox per jugar en el seu equip de bàsquet en cadira de rodes l'any 1977, també es va inspirar en la Marató de l'Esperança. L'any 1985 va començar el «Man in Motion World Tour» —«Gira Mundial Home en Moviment»— amb l'objectiu de recaptar deu milions de dòlars canadencs per al tractament de les lesions de la medul·la espinal. Igual que Fonyo, Hansen es va detenir en el lloc on Fox es va veure forçat a acabar la seva marató per retre-li homenatge. Va completar la seu gira mundial al maig de 1987, després de 792 dies i 40.073 quilòmetres (24 900 milles) recorreguts. Va travessar trenta-quatre països de quatre continents i va recaptar més de vint-i-sis milions de dòlars canadencs.
Després de la mort de Fox, la gesta de Dick Traum, el primer amputat a completar la marató de Nova York va servir d'inspiració a la gesta de Fox, va ser convidat a participar en la carrera Terry Fox a Toronto. Traum, acostumat a ser l'únic amputat a prendre part en competicions de primer nivell, es va sorprendre en veure la gran quantitat de discapacitats que participaven. A la seva tornada a casa, va parlar de la seva experiència canadenca amb Fred Lebow, el director de carrera de la marató de Nova York. Lebow es va mostrar també impressionat pel que Traum li explicava i el va encoratjar al fet que aconseguís que atletes discapacitats participessin en la carrera neoyorkina. L'any 1983, Traum va fundar l' Achilles Track Club, una organització la missió de la qual és donar suport a esportistes discapacitats perquè participin en esdeveniments esportius de primer nivell. Aquest any, sis membres del club van participar en la marató de Nova York. Achilles International (que va prendre aquest nom després de convertir-se en una organització amb presència més enllà dels Estats Units) s'ha convertit en la major i més influent de la seva classe a tot el món. Traum, que segueix sent el president de Achilles International, atribueix l'existència del seu club a l'exemple de Fox: «L'origen de tot [Achilles International i el seu èxit a tot el món] està en el somni de Terry».